# Echinocamptus trichotus
Echinocamptus trichotus är en kräftdjursart som först beskrevs av Claude Chappuis 1932.  Echinocamptus trichotus ingår i släktet Echinocamptus och familjen Canthocamptidae. Inga underarter finns listade i Catalogue of Life.